# Gütersreuth
Gütersreuth ist eine Ortswüstung nördlich von Mühlhausen und südlich von Adorf. Die Erwähnung „zu Gutersrute 1 wustunge“ findet sich 1420–40. 1875 ist noch die Bezeichnung Jüdenloh bekannt. Möglicherweise sind diese Bezeichnungen identischer Bedeutung. Jüdenloh könnte seinerseits auf ein waldiges Seitental des Raunbaches hindeuten, der durch Mühlhausen fließt, das als Jütenloh bezeichnet wird.

## Beleg
1. ↑  Gütersreuth – HOV | ISGV. Abgerufen am 23. August 2023.